# Bergheimat
Die Bergheimat ist eine Vereinszeitschrift und eine Art Heimatschrift des Liechtensteiner Alpenvereins. Sie erscheint jährlich seit 1951.

## Thematik
Mit folgenden Themen beschäftigt sich die Bergheimat:
- Berichte der Vereinsorgane
- Alpinsport
  - vor allem Bergtouren in nahen und fernen Gebieten
- Naturkundliche Themen
  - Heimatlicher Natur- und Landschaftsschutz
  - Geologie
  - Raumplanung
- Historik
- Volkskunde
- Namenskunde
- Literarische Texte
  - vor allem Lyrik

## Publikationen
Die Ausgaben der Bergheimat ab 2009 können auf der Webseite des Liechtensteiner Alpenvereins heruntergeladen und gelesen werden.